# 2014 na música sul-coreana
Esta é uma lista de eventos notáveis e lançamentos ocorridos na música da Coreia do Sul em 2014.

## Bandas estreantes, em hiato e extintas em 2014

### Bandas em hiato
- Ladies' Code
- B.A.P
- C-REAL
- TWO X

### Bandas extintas
- Puretty
- Gangkiz
- 8Eight
- F-ve Dolls
- Kiss&Cry

## Lançamentos coreanos

### Janeiro
| Data | Título                 | Artista       | Gênero(s)              | Single(s) | Notas                               | Gravadora(s)               |
| ---- | ---------------------- | ------------- | ---------------------- | --- | ----------------------------------- | -------------------------- |
| 02   | Unveiled               | MC the Max    | Soul, Rhythm and blues | "Wind that Blows" (lançado em 1 de janeiro de 2014) "Night With Shine"(lançado em 11 de janeiro de 2014) | Sétimo álbum de estúdio             | Music&NEW                  |
| 02   | Rain Effect            | Rain          | Dance-pop              | "30 Sexy" (lançado em 2 de janeiro de 2014) "La Song" (lançado em 2 de janeiro de 2014) | Sexto álbum de estúdio              | Cube DC                    |
| 03   | Everyday 3             | Girl's Day    | Dance-pop              | "Something" (lançado em 3 de janeiro de 2014) | Quarto EP                           | DreamTea Entertainment     |
| 06   | Tense                  | TVXQ          | Dance-pop, Jazz        | "Something" (lançado em 1 de janeiro de 2014) | Sétimo álbum de estúdio             | SM Entertainment           |
| 06   | Singing Got Better     | Ailee         | Rock, Balada           | "Singing Got Better" (lançado em 6 de janeiro de 2014) | Terceiro single digital             | YMC Entertainment          |
| 06   | Exclusive              | BEAT WIN      | Dance-pop              | "She's My Girl" (lançado em 6 de janeiro de 2014) | Single de estreia                   | Heavenly Star Content      |
| 07   | Beyond The Ocean       | K-MUCH        | Dance-pop              | "Good to Go" (lançado em 7 de janeiro de 2014) | EP de estreia                       | Chrome Entertainment       |
| 08   | B.B.B (Big Baby Baby)  | Dal Shabet    | Dance-pop              | "B.B.B (Big Baby Baby)" (lançado em 8 de janeiro de 2014) | Sétimo EP                           | Happy Face Entertainment   |
| 13   | Good Morning Baby      | A Pink        | Dance-pop              | "Good Morning Baby" (lançado em 13 de janeiro de 2014) | Álbum-single digital                | A Cube Entertainment       |
| 13   | I Am Rumble Fish       | Rumble Fish   | Rock                   | "The Virulent Song" (lançado em 13 de janeiro de 2014) "Don't Do That" (lançado em 13 de janeiro de 2014) | Segundo EP                          | Polaris Entertainment      |
| 13   | Listen & Repeat        | BMK           | Soul                   | "Just Asking" (lançado em 13 de janeiro de 2014) | Segundo EP                          | Synth Family Entertainment |
| 13   | Who Am I               | B1A4          | Dance-pop              | "Lonely" (lançado em 13 de janeiro de 2014) | Segundo álbum de estúdio            | WM Entertainment           |
| 13   | After the 11th         | Zia           | Soul, Balada           | "Have You Ever Cried" (lançado em 13 de janeiro de 2014) "If You Loved Me (com Lee Haeri do Davichi)" (lançado em 6 de setembro de 2013) "Loved You (com Seo In Guk)" (lançado em 2 de dezembro de 2013) "To Be Expected" (lançado em 24 de dezembro de 2013) | Terceiro álbum                      | LOEN Entertainment         |
| 15   | Mr. Gae                | Gary          | Rap                    | "Zotta Mola" (lançado em 15 de janeiro de 2014) "Shower Later" (lançado em 15 de janeiro de 2014) | Primeiro EP solo                    | Leessang Company           |
| 15   | Yes or No              | A-Prince      | Dance-pop              | "Yes or No" (lançado em 15 de janeiro de 2014) | Terceiro single digital             | New Planet Entertainment   |
| 16   | Miniskirt              | AOA           | Dance-pop              | "Miniskirt" (lançado em 16 de janeiro de 2014) | Quinto álbum-single                 | FNC Entertainment          |
| 16   | Arario                 | Topp Dogg     | Dance-pop, Hip hop     | "Open The Door" (lançado em 16 de janeiro de 2014) | Segundo EP                          | Stardom Entertainment      |
| 20   | RB Blaxx               | Rainbow BLAXX | Dance-pop              | "Cha Cha" (lançado em 20 de janeiro de 2014) | EP especial                         | DSP Media                  |
| 20   | Got It?                | GOT7          | Dance-pop, Hip hop     | "Girls Girls Girls" (lançado em 15 de janeiro de 2014) | EP de estreia                       | JYP Entertainment          |
| 20   | WWW Removing My Makeup | Jaejoong      | Soul                   | "Heaven" (lançado em 15 de janeiro de 2014) | Primeiro álbum de estúdio reeditado | C-JeS Entertainment        |
| 21   | Tell Me                | The SeeYa     | Balada                 | "Tell Me" (lançado em 21 de janeiro de 2014) | Segundo single digital              | Core Contents Media        |
| 24   | Don't Say A Word       | Sunny Hill    | Balada                 | "Don't Say A Word" (lançado em 24 de janeiro de 2014) | Single digital                      | LOEN Entertainment         |
| 24   | Domino Game            | Kiss&Cry      | Dance-pop              | "Domino Game" (lançado em 24 de janeiro de 2014) | Single digital                      | Winning InSight M          |
| 27   | You Don't Love Me      | SPICA         | Dance-pop              | "You Don't Love Me" (lançado em 27 de janeiro de 2014) | Quarto single digital               | B2M Entertainment          |
| 29   | Such a Women           | Zia           | Balada                 | "Such a Women" (lançado em 29 de janeiro de 2014) | Terceiro álbum reeditado            | LOEN Entertainment         |

### Fevereiro
| Data | Título                         | Artista                         | Gênero(s)                                  | Single(s) | Notas                                  | Gravadora(s)               |
| ---- | ------------------------------ | ------------------------------- | ------------------------------------------ | --- | -------------------------------------- | -------------------------- |
| 03   | First Sensibility              | B.A.P                           | Dance-pop, Hip hop, K-pop, R&B, Eletrônica | "B.A.B.Y" (lançado em 15 de janeiro de 2014) "1004 (Angel)" (lançado em 3 de fevereiro de 2014)                                                                         | Primeiro álbum de estúdio              | TS Entertainment           |
| 04   | Give It 2 U                    | GLAM                            | Dance-pop                                  | "Give It 2 U" (lançado em 4 de fevereiro de 2014) | Single especial                        | BigHit Entertainment       |
| 04   | A Song for You                 | Roh Ji-hoon                     | Acústica                                   | "Singing of You" (lançado em 4 de fevereiro de 2014) | Primeiro single digital                | Cube Entertainment         |
| 04   | Yum Yum Yum                    | Lip Service                     | Dance-pop, Hip hop                         | "Yum Yum Yum" (lançado em 4 de fevereiro de 2014) | Single digital de estreia              | Now Entertainment          |
| 05   | The Side That Loves More Hurts | Pro C                           | R&B, Hip hop                               | "The Side That Loves More Hurts" (lançado em 5 de fevereiro de 2014) | Segundo single digital                 | J. Tune Entertainment      |
| 06   | M+10                           | Lee Min-woo                     | Dance-pop, R&B                             | "Taxi" (lançado em 6 de fevereiro de 2014) | Quinto álbum solo                      | Liveworks Company          |
| 06   | Truth Or Dare                  | Ga In                           | Dance-pop                                  | "FxxK U" (lançado em 27 de janeiro de 2014) "Truth or Dare" (lançado em 6 de fevereiro de 2014)                                                                         | Terceiro EP                            | APOP Entertainment         |
| 06   | Black Bounce                   | GP Basic                        | Dance-pop, Hip hop                         | "PiKa-BurnJack" (lançado em 6 de fevereiro de 2014) | Sétimo single digital                  | Jacyhan International      |
| 07   | Some                           | Soyou & Jung GiGo ft. Lil Boi   | Dance-pop                                  | "Some" (lançado em 7 de fevereiro de 2014) | Single digital                         | Starship Entertainment     |
| 07   | Rain Effect Special Edition    | Rain                            | Dance-pop, R&B                             | "I Love You" (lançado em 7 de fevereiro de 2014) | Relançamento do sexto álbum de estúdio | Cube DC                    |
| 12   | Skool Luv Affair               | Bangtan Boys                    | Dance-pop, Hip hop                         | "Boy In Luv" (lançado em 12 de fevereiro de 2014) "Just One Day" (lançado em 7 de abril de 2014)                                                                        | Segundo EP                             | BigHit Entertainment       |
| 12   | Marionette                     | STELLAR                         | Dance-pop                                  | "Marionette" (lançado em 12 de fevereiro de 2014) | Primeiro EP                            | Top Class Entertainment    |
| 13   | Justice                        | C-Clown                         | Dance-pop                                  | "Tell Me" (lançado em 6 de janeiro de 2014) "Justice" (lançado em 13 de fevereiro de 2014)                                                                              | Segundo single digital                 | Yedang Entertainment       |
| 13   | Breath                         | SM The Ballad                   | Balada                                     | "Breath (versões em coreano, chinês & japonês)"(lançado em 13 de fevereiro de 2014) "Blind (versões em coreano, chinês & japonês)" (lançado em 19 de fevereiro de 2014) | Segundo EP                             | SM Entertainment           |
| 13   | So Wonderful                   | Ladies' Code                    | Dance-pop                                  | "So Wonderful" | Segundo single digital                 | Polaris Entertainment      |
| 14   | Between Calm And Passion       | Bebop                           | Rock, Pop                                  | "I'm The Best" (lançado em 14 de fevereiro de 2014) | EP de estreia                          | HMI Entertainment          |
| 17   | Beep Beep                      | BtoB                            | Dance-pop                                  | "Beep Beep" (lançado em 17 de fevereiro de 2014) | Quarto EP                              | Cube DC                    |
| 17   | Full Moon                      | Sunmi                           | Dance-pop                                  | "Full Moon" (lançado em 17 de fevereiro de 2014) | Primeiro EP                            | JYP Entertainment          |
| 19   | SPEED Circus                   | SPEED                           | Dance-pop, Hip hop                         | "Focus" (lançado em 17 de fevereiro de 2014) "Why I'm Not" (lançado em 19 de fevereiro de 2014) "Don't Tease Me" (lançado em 20 de fevereiro de 2014)                   | Segundo EP                             | Core Contents Media        |
| 20   | Fantasy Trilogy                | Boys Republic                   | Dance-pop                                  | "Video Game" (lançado em 20 de fevereiro de 2014) | Segungo EP - Parte 1                   | Universal Music Korea      |
| 20   | I'll Call Ya                   | MOA                             | Dance-pop                                  | "I'll Call Ya" (lançado em 20 de fevereiro de 2014) | Primeiro álbum-single                  | Professional Entertainment |
| 20   | First Love                     | T-ara                           | Dance-pop, Hip hop                         | "First Love" (lançado em 20 de fevereiro de 2014) | Segundo single digital                 | Core Contents Media        |
| 24   | Can't Stop                     | CNBLUE                          | Rock, Pop                                  | "Can't Stop" (lançado em 20 de fevereiro de 2014) | Quarto EP                              | FNC Entertainment          |
| 24   | Mr.Mr.                         | Girls' Generation               | Dance-pop                                  | Mr.Mr. (lançado em 28 de fevereiro de 2014) | Quarto EP                              | SM Entertainment           |
| 24   | Arario Special Album           | Topp Dogg                       | Dance-pop, Hip hop                         | "Arario (New Ver.)" (lançado em 12 de janeiro de 2014) | Segundo EP reeditado                   | Stardom Entertainment      |
| 25   | Attention                      | AlphaBAT                        | Dance-pop                                  | "Always" (lançado em 19 de fevereiro de 2014) "Ddan Dda La" (lançado em 25 de fevereiro de 2014)                                                                        | Primeiro EP                            | Simtong Entertainment      |
| 25   | Another Parting                | Melody Day                      | Balada                                     | "Another Parting" | Single de estreia                      | Viewga Entertainment       |
| 26   | Crush                          | 2NE1                            | Dance-pop, Hip hop                         | "Come Back Home" (lançado em 3 de março de 2014) "Happy" (lançado em 3 de março de 2014) "Gotta Be You"(lançado em abril de 2014)                                       | Segundo álbum de estúdio               | YG Entertainment           |
| 26   | Just Holding Hands             | Minah (do Girl's Day) & Din Din | Dance-pop                                  | "Just Holding Hands" (lançado em 26 de fevereiro de 2014) | Single digital                         | DreamTea Entertainment     |
| 27   | Spellbound                     | TVXQ                            | Funk, Soul                                 | "Spellbound" (lançado em 27 de fevereiro de 2014) | Sétimo álbum reeditado                 | SM Entertainment           |
| 27   | Newton's Apple                 | Nell                            | Rock, Balada                               | "The Earth Revolves Around the Sun Four Times" (lançado em 27 de fevereiro de 2014)                                                                                     | Sexto álbum de estúdio                 | Woollim Label              |
| 28   | Thank You Very Much            | BESTie                          | Dance-pop                                  | "Thank You Very Much" (lançado em 28 de fevereiro de 2014) | Quarto single digital                  | YNB Entertainment          |

### Março
| Data | Título                                  | Artista          | Gênero(s)    | Single(s)                                                                                      | Notas                        | Gravadora(s)                     |
| ---- | --------------------------------------- | ---------------- | ------------ | ---------------------------------------------------------------------------------------------- | ---------------------------- | -------------------------------- |
| 3    | The First Score                         | 1PS              | Pop          | "Because I'm Your Girl" (lançado em 3 de março de 2014)                                        | Single digital de estreia    | Maroo Entertainment              |
| 6    | Do Better                               | Scarlet          | Dance-pop    | "Do Better" (lançado em 6 de março de 2014)                                                    | Single digital de estreia    | Funny Collection Entertainment   |
| 10   | Special Man                             | Lunafly          | Pop          | "Special Man" (lançado em 10 de março de 2014)                                                 | Primeiro EP                  | Nega Network                     |
| 10   | To Heart                                | TOHEART          | Dance-pop    | "Delicious" (lançado em 10 de março de 2014) "Tell Me Why" (lançado em 7 de abril de 2014)     | Primeiro EP                  | SM Entertainment & Woollim Label |
| 12   | Hair Short                              | WINGS            | Dance-pop    | "Hair Short" (lançado em 12 de março de 2014)                                                  | Single digital de estreia    | Sony Music Korea                 |
| 12   | Catallena                               | Orange Caramel   | Dance-pop    | "Catallena" (lançado em 12 de março de 2014)                                                   | Terceiro álbum-single        | Pledis Entertainment             |
| 13   | So Real Story                           | So Real          | Balada       | "My Heart Says" (lançado em 13 de março de 2014)                                               | EP de estreia                | Star Empire Entertainment        |
| 13   | Green Light                             | Troy             | Hip hop, Rap | "Green Light" (lançado em 13 de março de 2014)                                                 | Single de estreia            | Brand New Music                  |
| 17   | Bang The Bush                           | 100%             | Dance-pop    | "Beat" (lançado em 17 de março de 2014) "Phone" (lançado em 28 de abril de 2014)               | Segundo EP                   | TOP Media                        |
| 17   | 4Minute World                           | 4Minute          | Dance-pop    | "Whatcha Doin' Today?" (lançado em 17 de março de 2014)                                        | Quinto EP                    | Cube Entertainment               |
| 20   | 31 Flavors of Me...Like Sweet Ice Cream | Solbi            | Dance-pop    | "Special" (lançado em 20 de março de 2014)                                                     | Segundo EP                   | Pastel Music & IK Entertainment  |
| 20   | A Tempo                                 | Gain             | Balada       | "A Tempo" (lançado em 18 de março de 2014)                                                     | Terceiro single digital      | APOP Entertainment               |
| 21   | SWING                                   | Super Junior-M   | Dance-pop    | "Swing" (lançado em 21 de março de 2014)                                                       | Terceiro EP                  | SM Entertainment                 |
| 21   | Hello Baby                              | NC.A             | Dance-pop    | "Hello Baby" (lançado em 21 de março de 2014)                                                  | Terceiro single              | JHolic Media                     |
| 24   | Broken                                  | MBLAQ            | Dance-pop    | "Our Relationship" (lançado em 17 de março de 2014) "Be A Man"(lançado em 24 de março de 2014) | Sexto EP                     | J. Tune Camp                     |
| 24   | Treo                                    | Baechigi         | Hip hop      | "Treo" (lançado em 24 de março de 2014)                                                        | Quarto álbum - Parte 2       | YMC Entertainment                |
| 24   | At First                                | JJCC (Double JC) | Dance-pop    | "At First" (lançado em 24 de março de 2014)                                                    | Single de estreia            | The Jackie Chan Group Korea      |
| 27   | One Love                                | F.Cuz            | Dance-pop    | "One Love" (lançado em 27 de março de 2014)                                                    | Terceiro single digital      | Tunes Will Entertainment         |
| 27   | Remove Before Flight                    | Billion          | Dance-pop    | "Dancing Alone" (lançado em 27 de março de 2014)                                               | Single de estreia            | Move Entertainment               |
| 28   | Wolf Is Stupid                          | TINT             | Dance-pop    | "Wolf Is Stupid" (lançado em 28 de março de 2014)                                              | Segundo álbum-single         | GH Entertainment                 |
| 28   | Peterpan's                              | A-Prince         | Dance-pop    | "Kiss Scene" (lançado em 28 de março de 2014)                                                  | Primeiro álbum-single        | New Planet Entertainment         |
| 28   | 69                                      | AA (Aoora)       | Dance-pop    | "Body Party" (lançado em 28 de março de 2014)                                                  | Álbum-single solo de estreia | Well Made STAR M                 |
| 31   | Pink Blossom                            | A Pink           | Dance-pop    | "Mr. Chu" (lançado em 31 de março de 2014)                                                     | Quarto EP                    | A Cube Entertainment             |
| 31   | The Maginot Line                        | M.I.B            | Dance-pop    | "Bounce" (lançado em 27 de março de 2014)                                                      | Segundo álbum de estúdio     | Jungle Entertainment             |

### Abril
| Data | Título                               | Artista         | Gênero(s)                 | Single(s) | Notas                     | Gravadora(s)           |
| ---- | ------------------------------------ | --------------- | ------------------------- | --- | ------------------------- | ---------------------- |
| 1    | Yashishi                             | NS Yoon-G       | Dance-pop                 | "Yashishi" (lançado em 1.º de abril de 2014)                                                                                                | Terceiro EP               | JTM Entertainment      |
| 1    | UH-EE!                               | Crayon Pop      | Dance-pop                 | "UH-EE!" (lançado em 1.º de abril de 2014)                                                                                                  | Quinto álbum-single       | Chrome Entertainment   |
| 2    | Sometimes                            | Crush           | Hip hop                   | "Sometimes" (lançado em 2 de abril de 2014)                                                                                                 | Primeiro álbum-single     | Amoeba Entertainment   |
| 3    | Look At Me Now                       | Speed           | Dance-pop                 | "Zombie Party" (lançado em 18 de março de 2014) "Look At Me Now" (lançado em 18 de março de 2014)                                           | Primeiro EP reeditado     | Core Contents Media    |
| 4    | Fierce                               | Mad Clown       | Hip hop, Rap              | "Without You" (lançado em 4 de abril de 2014)                                                                                               | Segundo EP                | Starship Entertainment |
| 7    | Play                                 | Akdong Musician | Pop                       | "200%" (lançado em 7 de abril de 2014) "Ice" (lançado em 14 de abril de 2014)                                                               | Primeiro álbum de estúdio | YG Entertainment       |
| 8    | Not Spring, Love, or Cherry Blossoms | HIGH4           | Pop, balada, pop acústico | "Not Spring, Love, or Cherry Blossoms"(lançado em 8 de abril de 2014)                                                                       | Single de estreia         | NAP Entertainment      |
| 8    | Ooh Ooh (feat. Hoya)                 | Eric Nam        | Dance pop                 | "Ooh Ooh"(lançado em 8 de abril de 2014) | Single digital            | B2M Entertainment      |
| 9    | Scent of NC.A                        | NC.A            | Dance-pop                 | "I'm A Little Different" (lançado em 9 de abril de 2014)                                                                                    | Primeiro mini-álbum       | JJ Holic Media         |
| 11   | Metronome                            | Jay Park        | Hip hop, Rap              | "Metronome feat. Simon D & Gray" (lançado em 11 de abril de 2014)                                                                           | Single digital            | AOMG                   |
| 11   | The Manual                           | Eddy Kim        | Hip hop, Rap              | "2 Years Apart" (lançado em 2 de abril de 2014) "The Manual" (lançado em 7 de abril de 2014) "Push & Pull" (lançado em 11 de abril de 2014) | Primeiro mini-álbum       | Mystic 89              |
| 14   | Jackpot                              | Block B         | K-pop, dance-pop, hip hop | "Jackpot"(lançado em 14 de abril de 2014)                                                                                                   | Segundo single-álbum      | Seven Seasons          |

### Maio
| Data | Título                            | Artista                          | Gênero(s)                 | Single(s) | Notas                     | Gravadora(s)             |
| ---- | --------------------------------- | -------------------------------- | ------------------------- | --- | ------------------------- | ------------------------ |
| 7    | Overdose                          | EXO-K & EXO-M                    | Dance-pop                 | "Overdose (versão coreana e chinesa)"(lançado em 7 de maio de 2014)                                              | Segundo EP                | SM Entertainment         |
| 8    | The Lone Duckling                 | g.o.d                            | Balada                    | "The Lone Duckling"(lançado em 8 de maio de 2014)                                                                | Single digital            | Sidus HQ                 |
| 9    | Want U (feat. Beenzino)           | Junggigo                         | Dance, R&B                | "Want U"(lançado em 9 de maio de 2014)                                                                           | Single digital            | Starship Entertainment   |
| 12   | Top Secret                        | Hyoseong (Secret)                | Dance-pop                 | "Good-night Kiss"(lançado em 12 de maio de 2014)                                                                 | Primeiro single álbum     | TS Entertainment         |
| 12   | G.NA Secret                       | G.NA                             | Dance-pop                 | "G.Na's Secret"(lançado em 12 de maio de 2014)                                                                   | Single digital            | Cube Entertainment       |
| 12   | The Best Man                      | Wheesung                         | Dance-pop, R&B            | "Night & Day"(lançado em 12 de maio de 2014)                                                                     | Terceiro EP               | YMC Entertainment        |
| 13   | 1998                              | 4MEN                             | Balada                    | "Erase"(lançado em 13 de maio de 2014) "Pray"(lançado em 13 de maio de 2014) "OK"(lançado em 13 de maio de 2014) | Quinto álbum de estúdio   | Happy Face Entertainment |
| 13   | Triangle OST Part 1               | Ailee                            | Balada                    | "Day By Day" (lançado em 13 de maio de 2014)                                                                     | Single digital            | YMC Entertainment        |
| 14   | Skool Luv Affair Special Addition | Bangtan Boys                     | K-pop, Dance-pop, Hip hop | "Miss Right"(lançado em 14 de maio de 2014)                                                                      | Segundo EP reeditado      | BigHit Entertainment     |
| 14   | BOMTANABA                         | Seo In-guk                       | Dance-pop, Balada         | "BOMTANABA"(lançado em 14 de maio de 2014)                                                                       | Single digital            | Jellyfish Entertainment  |
| 15   | RUMOR                             | M.Pire                           | Dance-pop                 | "She's not like that"(lançado em 15 de maio de 2014)                                                             | Terceiro single álbum     | CMG Chorok Stars         |
| 15   | Beyond The Limit                  | BTL                              | Dance-pop                 | "Too-G"(lançado em 15 de maio de 2014)                                                                           | Single de estreia         | Kiroy Creative           |
| 15   | 8dayz                             | Megan Lee (feat. Yong Jun-hyung) | Country                   | "8dayz" (lançado em 15 de maio de 2014)                                                                          | Single de estreia         | SOULS#OP Entertainment   |
| 16   | A Flower Bookmark                 | IU                               | Balada                    | "Pressed Flower"(lançado em 16 de maio de 2014)                                                                  | Primeiro álbum reeditado  | LOEN TREE                |
| 16   | Big Man                           | MR.MR                            | Dance-pop                 | "Bigman"(lançado em 16 de maio de 2014)                                                                          | Sexto single digital      | WinningInsights          |
| 19   | Abing Abing                       | Orange Caramel                   | Dance-pop                 | "Abing Abing"(lançado em 19 de maio de 2014)                                                                     | Single digital            | Pledis Entertainment     |
| 20   | CONTINUUM                         | Fly to the Sky                   | Balada, R&B               | "You You You"(lançado em 20 de maio de 2014)                                                                     | Nono álbum de estúdio     | H2 Media                 |
| 20   | Never Ever (1 Min. 1 Sec)         | Park Ji-yeon (T-ara)             | Dance-pop                 | " Never Ever (1 Min. 1 Sec)."(lançado em 20 de maio de 2014)                                                     | Primeiro single álbum     | Core Contents Media      |
| 21   | Season 2                          | INFINITE                         | Dance-pop                 | "Last Romeo" (lançado em 20 de maio de 2014)                                                                     | Segundo álbum de estúdio  | Woollim Label            |
| 21   | Phantom Power                     | Phantom                          | Balada, Hip hop           | "Today of All Days"(lançado em 21 de maio de 2014)                                                               | Primeiro álbum de estúdio | Brand New Music          |
| 22   | Love Letter                       | Berry Good                       | Dance-pop, Pop acústico   | "Love Letter" (lançado em 20 de maio de 2014) "Love Letter (versão acústica)" (lançado em 22 de maio de 2014)    | Primeiro single álbum     | Asia Bridge              |
| 26   | Sugar                             | 15&                              | Dance-pop, R&B            | "Can't Hide It"(lançado em 13 de abril de 2014) "Sugar"(lançado em 26 de maio de 2014)                           | Primeiro álbum de estúdio | JYP Entertainment        |
| 27   | ETERNITY                          | VIXX                             | Dance-pop, Synthpop       | "Eternity" (lançado em 27 de maio de 2014)                                                                       | Quarto single álbum       | Jellyfish Entertainment  |

### Junho
| Data | Título                        | Artista              | Gênero(s)              | Single(s) | Notas                    | Gravadora(s)                                |
| ---- | ----------------------------- | -------------------- | ---------------------- | --- | ------------------------ | ------------------------------------------- |
| 2    | Rise                          | Taeyang              | Hip hop, R&B, Balada   | "Ringa Linga" (lançado em 9 de novembro de 2013) "Eyes, Nose, Lips" (lançado em 2 de junho de 2014) "1AM" (lançado em 10 de junho de 2014) | Segundo álbum de estúdio | YG Entertainment                            |
| 2    | First Homme                   | ZE:A                 | Dance-pop              | "Breathe" (lançado em 2 de junho de 2014)                                                                                                  | Segundo mini-álbum       | Star Empire Entertainment                   |
| 2    | Mono Scandal                  | U-KISS               | Dance-pop, Balada      | "Quit Playing” (lançado em 3 de junho de 2014)                                                                                             | Nono mini-álbum          | NH Media                                    |
| 3    | B.A.P Unplugged 2014          | B.A.P                | Acústica, Pop, Hip hop | "Where Are you? What Are You Doing?" (lançado em 3 de junho de 2014) "B.A.P" (lançado em 1 de junho de 2014)                               | Quarto single álbum      | TS Entertainment                            |
| 5    | Page On                       | Davichi              | Acústica               | "Meeting After Breaking Up" (lançado em 5 de junho de 2014)                                                                                | Single                   | Core Contents Media                         |
| 9    | AmadeuS                       | Topp Dogg            | Dance-pop, Hip hop     | "Top Dog" (lançado em 9 de junho de 2014)                                                                                                  | Terceiro mini-álbum      | Stardom Entertainment                       |
| 9    | Obsession                     | Boyfriend            | Dance-pop              | "Obsession" (lançado em 5 de junho de 2014) "Alarm" (lançado em 9 de junho de 2014)                                                        | Segundo mini-álbum       | Starship Entertainment                      |
| 9    | Hangover                      | Psy                  | Dance-pop, Rap         | "Hangover" (lançado em 9 de junho de 2014)                                                                                                 | Single digital           | YG Entertainment                            |
| 9    | Amazing-Bad Lady-             | Cross Gene           | Dance-pop              | "Amazing -Bad Lady-" (lançado em 9 de junho de 2014)                                                                                       | Single digital           | Amuse Korea                                 |
| 9    | Pop Beyond                    | N:SONIC              | Dance-pop              | "Crazy" (lançado em 28 de maio de 2014) "Pop Beyond" (lançado em 9 de junho de 2014)                                                       | Terceiro mini-álbum      | C2K Entertainment                           |
| 9    | I Loved Have No Regrets       | Gummy                | Dance-pop, R&B         | "I Loved Have No Regrets" (lançado em 9 de junho de 2014)                                                                                  | Segundo mini-álbum       | C-Jes Entertainment                         |
| 10   | No Way                        | Bob Girls            | Dance-pop              | "No Way" (lançado em 10 de junho de 2014)                                                                                                  | Primeiro single álbum    | Chrome Entertainment                        |
| 12   | Oppa You're Mine              | Tahiti               | Dance-pop              | "Oppa You're Mine" (lançado em 12 de junho de 2014)                                                                                        | Terceiro single álbum    | DreamStar Entertainment                     |
| 12   | No Love                       | Jun. K               | Hip hop, R&B           | "No Love" (lançado em 12 de junho de 2014)                                                                                                 | Segundo single digital   | JYP Entertainment                           |
| 12   | A Midsummer Night's Sweetness | San E & Raina        | Acústica, R&B          | "A Midsummer Night's Sweetness" (lançado em 12 de junho de 2014)                                                                           | Single digital           | Pledis Entertainment & Brand New Music      |
| 16   | Good Luck                     | Beast                | Dance-pop              | "No More" (lançado em 10 de junho de 2014) "Good Luck" (lançado em 16 de junho de 2014)                                                    | Sexto mini-álbum         | Cube Entertainment                          |
| 19   | Short Hair                    | AOA                  | Dance-pop              | "Short Hair" (lançado em 19 de junho de 2014)                                                                                              | First Mini Album         | FNC Entertainment                           |
| 23   | GOT LOVE                      | Got7                 | Pop, Hip hop, R&B      | "A" (lançado em 23 de junho de 2014) | Segundo mini-álbum       | JYP Entertainment                           |
| 23   | Desire                        | HISTORY              | Dance-pop              | "Psycho" (lançado em 23 de junho de 2014)                                                                                                  | Terceiro mini-álbum      | 1theK Entertainment                         |
| 23   | First Flow                    | BIGFLO               | Dance, Hip hop         | "Delilah" (lançado em 23 de junho de 2014)                                                                                                 | Primeiro mini-álbum      | HO Entertainment                            |
| 26   | 38℃                           | HALO                 | Dance-pop              | Fever (lançado em 25 de junho de 2014) | Primeiro single álbum    | Ayin Holdings (antiga C. Two Entertainment) |
| 30   | Make Up                       | Hyomin (T-ARA)       | Dance-pop              | "Nice Body" (lançado em 30 de junho de 2014)                                                                                               | Primeiro mini-álbum      | Core Contents Media                         |
| 30   | Summer Love                   | Ulala Session ft. IU | Rock acústico          | "Summer Love" (lançado em 30 de junho de 2014)                                                                                             | Single digital           | Ulala Company/Star Core/LOEN                |

### Julho
| Data | Título                             | Artista        | Gênero(s)                   | Single(s)                                                                                        | Notas                     | Gravadora(s)            |
| ---- | ---------------------------------- | -------------- | --------------------------- | ------------------------------------------------------------------------------------------------ | ------------------------- | ----------------------- |
| 2    | One More                           | Fiestar        | Dance-pop                   | "One More" (lançado em 2 de julho de 2014)                                                       | Single digital            | Collabodadi             |
| 3    | Ice Baby                           | Tiny-G         | Dance-pop                   | "Ice Baby" (lançado em 3 de julho de 2014)                                                       | Quarto single digital     | GNG Production          |
| 4    | Illusion                           | BEAT WIN       | Dance-pop                   | "Illusion" (lançado em 4 de julho de 2014)                                                       | Segundo single digital    | Heavenly Star Content   |
| 4    | So Into U                          | LU:KUS         | Dance-pop                   | "So Into U" (lançado em 4 de julho de 2014)                                                      | Single de estreia         | Pan Entertainment       |
| 7    | Sun Kiss                           | 100%           | Dance-pop                   | "U Beauty" (lançado em 7 de julho de 2014)                                                       | Segundo single álbum      | TOP Media               |
| 7    | Red Light                          | f(x)           | Dance-pop                   | "Red Light" (lançado em 3 de julho de 2014) "Milk" (lançado em 1 de julho de 2014)               | Terceiro álbum de estúdio | SM Entertainment        |
| 8    | Chapter 8                          | g.o.d          | Balada, R&B                 | "The Lone Duck" (lançado em 8 de maio de 2014) "Sky Blu Promise" (lançado em 1 de julho de 2014) | Oitavo álbum de estúdio   | SidusHQ Entertainment   |
| 8    | Let's Love                         | C-Clown        | Dance-pop                   | "Let's Love" (lançado em 9 de julho de 2014)                                                     | Quarto mini-álbum         | Yedang Entertainment    |
| 9    | Re:BIRTH                           | NU'EST         | Dance-pop, Balada           | "Good Bye Bye" (lançado em 9 de julho de 2014)                                                   | Primeiro álbum de estúdio | Pledis Entertainment    |
| 9    | Hello                              | B.I.G          | Dance-pop, hip hop          | "Hello" (lançado em 9 de julho de 2014)                                                          | Single de estreia         | GH Ent.                 |
| 9    | I Got A Feeling                    | LODIA          | EDM                         | "I Got A Felling" (lançado em 9 de julho de 2014)                                                | Single de estreia         | ATC Records             |
| 9    | The Legend                         | LEGEND         | Dance, Hip hop              | "Left Out" (lançado em 8 de julho de 2014)                                                       | Primeiro single digital   | JK Space                |
| 9    | D Island                           | Z. Hera        | Folk Pop                    | "D Island" (lançado em 8 de julho de 2014)                                                       | Single digital            | Artisan Music           |
| 11   | Timing                             | Kim Hyun Joong | Dance-pop                   | "His Habit" (lançado em 4 de julho de 2014) "Beauty Beauty" (lançado em 11 de julho de 2014)     | Quarto mini-álbum         | KeyEast                 |
| 11   | Step Girl                          | Step Girl      | Dance-pop                   | "Step Girl" (lançado em 11 de julho de 2014)                                                     | Single digital de estreia | JJ Entertainment        |
| 14   | Solo Day                           | B1A4           | Dance-pop                   | "Solo Day" (lançado em 14 de julho de 2014)                                                      | Quinto mini-álbum         | WM Entertainment        |
| 14   | Fantastic                          | Henry          | Dance-pop, Clássica         | "Fantastic" (lançado em 11 de julho de 2014)                                                     | Segundo mini-álbum        | SM Entertainment        |
| 14   | Everyday 4                         | Girl's Day     | Dance-pop                   | "Darling" (lançado em 14 de julho de 2014)                                                       | Quarto mini-álbum         | DreamTea Entertainment  |
| 15   | Buen Camino Once Again             | Shin Hye-sung  | Balada, Acústica, Orquestra | "Buen Camino" (lançado em 15 de julho de 2014)                                                   | Single                    | Liveworks Company       |
| 18   | Shine                              | J-Min          | Balada, Rock                | "Hoo" (lançado em 23 de junho de 2014) "Shine" (lançado em 18 de julho de 2014)                  | Primeiro mini-álbum       | SM Entertainment        |
| 18   | National Treasure                  | Ye-A           | Dance-pop                   | "Up & Down" (lançado em 23 de julho de 2014)                                                     | Single digital de estreia | Kiroy Creative          |
| 21   | Be Back                            | Infinite       | Dance-pop                   | "Back" (lançado em 21 de julho de 2014)                                                          | Segundo álbum reeditado   | Woollim Label           |
| 21   | Touch & Move                       | Sistar         | Dance-pop                   | "Touch My Body" (lançado em 21 de julho de 2014)                                                 | Terceiro mini-álbum       | Starship Entertainment  |
| 21   | Dream Drive                        | Play the Siren | Urban, Indie                | "Dream Drive" (lançado em 21 de julho de 2014)                                                   | Maxi single de estreia    | Baljunso                |
| 22   | Hate You                           | Delight        | Dance-pop, EDM              | "Hate You"(lançado em 21 de julho de 2014)                                                       | Terceiro single digital   | BrosMedia Entertainment |
| 23   | Pour Les Femmes                    | Homme          | Dance, Funky, Jazz          | "It Girl"(lançado em 23 de julho de 2014)                                                        | Primeiro mini-álbum       | BigHit Entertainment    |
| 24   | H.E.R                              | Block B        | K-pop, Dance-pop, Hip hop   | "Jackpot"(lançado em 14 de abril de 2014) "H.E.R" (lançado em 24 de julho de 2014)               | Quarto mini-álbum         | Seven Seasons           |
| 25   | NaNa                               | Jay Park       | K-pop                       | "NaNa Feat. Loco"(lançado em 25 de julho de 2014)                                                | Single digital            | AOMG                    |
| 25   | Fantasy Trilogy The 2nd - Dress Up | Boys Republic  | K-pop                       | "Dress Up"(lançado em 25 de julho de 2014)                                                       | Terceiro single digital   | Universal Music Korea   |
| 25   | Payday                             | A.KOR          | Dance-pop                   | "Payday"(lançado em 25 de julho de 2014)                                                         | Single digital de estreia | Doo Republic            |
| 26   | Wish List                          | Taurine        | Jazz                        | "Wish List"(lançado em 26 de julho de 2014)                                                      | Single digital de estreia | KT Music                |
| 27   | Last Night Story                   | ZEST           | Dance-pop                   | "Last Night Story"(lançado em 27 de julho de 2014)                                               | Single digital de estreia | Zenith Media            |
| 28   | A Talk                             | Hyuna          | Dance-pop                   | "Red"(lançado em 28 de julho de 2014)                                                            | Terceiro mini-álbum       | Cube Entertainment      |
| 28   | Hot Baby                           | BESTie         | Dance-pop                   | "Hot Baby" (lançado em 28 de julho de 2014)                                                      | Primeiro mini-álbum       | YNB Entertainment       |
| 29   | Just Us                            | JYJ            | Dance-pop, Balada           | "Back Seat"(lançado em 29 de julho de 2014)                                                      | Terceiro álbum de estúdio | C-JeS Entertainment     |
| 29   | East of Eden                       | LC9            | Pop, Balada                 | "East of Eden"(lançado em 29 de julho de 2014)                                                   | Single digital            | Nega Network            |
| 29   | A Little Close                     | HIGH4, Lim Kim | Pop, Pop acústico           | "A Little Close"(lançado em 29 de julho de 2014)                                                 | Segundo single            | N.A.P Entertainment     |
| 31   | Me?                                | HA:TFELT       | Dance-pop, Balada, R&B      | "Ain't Nobody"(lançado em 31 de julho de 2014)                                                   | Primeiro mini-álbum       | JYP Entertainment       |

### Agosto
| Data | Título                       | Artista          | Gênero(s)               | Single(s) | Notas                     | Gravadora(s)                |
| ---- | ---------------------------- | ---------------- | ----------------------- | --- | ------------------------- | --------------------------- |
| 4    | Happiness                    | Red Velvet       | Dance-pop               | "Happiness" (lançado em 1 de agosto de 2014) | Primeiro single digital   | SM Entertainment            |
| 4    | Move                         | Four Ladies      | Dance-pop               | "Move" (lançado em 4 de agosto de 2014) | Primeiro single digital   | Jade Contents Media         |
| 6    | I Did It                     | Spica            | Pop                     | "I Did It" (lançado em 6 de agosto de 2014) | Primeiro single em inglês | B2M Entertainment           |
| 6    | Agape                        | Zhang Liyin      | Pop                     | "Agape" (lançado em 6 de agosto de 2014) | Terceiro single digital   | SM Entertainment            |
| 7    | Kiss Kiss                    | Ladies' Code     | Dance-pop               | "Kiss Kiss" (lançado em 7 de agosto de 2014) | Segundo single digital    | Polaris Entertainment       |
| 11   | Secret Summer                | Secret           | Dance-pop               | "I'm İn Love" (lançado em 11 de agosto de 2014) | Quinto mini-álbum         | TS Entertainment            |
| 12   | 2014 S/S                     | WINNER           | Dance-pop               | "Empty" (lançado em 12 de agosto de 2014) "Color Ring" (lançado em 12 de agosto de 2014) "I'm Him" <(lançado em 31 de agosto de 2014) "Confession" <(lançado em 31 de agosto de 2014) | Primeiro álbum de estúdio | YG Entertainment            |
| 13   | Fated To Love You OST Part 6 | Ailee            | Balada                  | "Goodbye My Love" (lançado em 13 de agosto de 2014) | Single digital            | YMC Entertainment           |
| 18   | Day & Night                  | KARA             | Dance-pop               | "MammaMia" (lançado em 18 de agosto de 2014) | Sexto mini-álbum          | DSP Media                   |
| 18   | My Copycat                   | Orange Caramel   | Dance-pop               | "My Copycat" (lançado em 18 de agosto de 2014) "The Gangnam Avenue" (lançado em 3 de setembro de 2014)                                                                                | Quarto single álbum       | Pledis Entertainment        |
| 18   | Ace                          | Taemin           | Dance-pop               | "Danger" (lançado em 18 de agosto de 2014) | Primeiro mini-álbum       | SM Entertainment            |
| 20   | Dark & Wild                  | BTS              | Dance-pop, Hip hop, Rap | "Danger" (lançado em 20 de agosto de 2014) | Primeiro álbum de estúdio | BigHit Entertainment        |
| 21   | Sunny Blues Part.A           | Sunny Hill       | Dance-pop               | "Once In Summer"(lançado em 10 de agosto de 2014) "Monday Blues"(lançado em 21 de agosto de 2014)                                                                                     | Primeiro álbum de estúdio | 1theK Entertainment         |
| 21   | JJCC 1st Mini Album          | JJCC (Double JC) | Dance-pop               | "Bing Bing Bing (One Way)"(lançado em 21 de agosto de 2014) | Primeiro mini-álbum       | The Jackie Chan Group Korea |
| 21   | Mask                         | Stellar          | Dance-pop               | "Mask" (lançado em 21 de agosto de 2014) | Quinto single digital     | Top Class Entertainment     |
| 21   | Upgrade                      | Lip Service      | Dance-pop               | "Too Fancy"(lançado em 10 de agosto de 2014) | Segundo single álbum      | Now Entertainment Music     |
| 22   | Answer                       | AlphaBAT         | Dance-pop               | "Pass Out"(lançado em 22 de agosto de 2014) "Oh My Gosh!"(lançado em 22 de agosto de 2014)                                                                                            | Segundo mini-álbum        | Simtong Entertainment       |
| 25   | Tornado                      | 4TEN             | Dance-pop               | "Tornado"(lançado em 25 de agosto de 2014) | Single digital de estreia | Jungle Entertainment        |
| 26   | SWEET&SOUR                   | Sistar           | Dance-pop               | "I Swear"(lançado em 26 de agosto de 2014) | Álbum especial            | Starship Entertainment      |
| 26   | Illusion                     | BEAT WIN         | Dance-pop               | "Illusion" (lançado em 26 de agosto de 2014) | Segundo single digital    | Heavenly Star Content       |
| 27   | Hi High                      | HIGH4            | Dance-pop               | "Headache"(lançado em 27 de agosto de 2014) | Primeiro mini-álbum       | N.A.P Entertainment         |
| 27   | Up&Down                      | EXID             | Dance-pop               | "Up&Down"(lançado em 27 de agosto de 2014) | Terceiro single digital   | Yedang Entertainment        |
| 28   | Petit Macaron                | LABOUM           | Dance-pop               | "Pit-a-Pat"(lançado em 28 de agosto de 2014) | Single álbum de estreia   | NH Media Nega Network       |
| 29   | MAMACITA                     | Super Junior     | Dance-pop               | "MAMACITA (AYAYA)"(lançado em 29 de agosto de 2014) | Sétimo álbum de estúdio   | SM Entertainment            |
| 31   | Bicycle                      | Jung In & Gary   | R&B                     | "Bicycle"(lançado em 31 de agosto de 2014) | Segundo single digital    | Jungle Entertainment        |

### Setembro
| Data | Título                             | Artista               | Gênero(s)   | Single(s)                                                                                   | Notas                         | Gravadora(s)                          |
| ---- | ---------------------------------- | --------------------- | ----------- | ------------------------------------------------------------------------------------------- | ----------------------------- | ------------------------------------- |
| 1    | Evolution                          | Jay Park              | R&B         | "The Promise"(lançado em 18 de agosto de 2014) "So Good" (lançado em 1 de setembro de 2014) | Segundo álbum de estúdio      | AOMG                                  |
| 2    | Cry Baby                           | Shin Ji Hoon          | Balada      | "Cry Baby"(lançado em 1 de setembro de 2014)                                                | Quarto single digital         | Cube Entertainment                    |
| 2    | Crazy You                          | NC.A                  | Dance-pop   | "Crazy You"(lançado em 2 de setembro de 2014)                                               | Single digital                | JJ Holic Media                        |
| 3    | Knock                              | Nasty Nasty           | Dance-pop   | "Knock"(lançado em 3 de setembro de 2014)                                                   | Single digital                | Star Empire Entertainment             |
| 4    | But Go                             | A.KOR                 | Dance       | "But Go" (lançado em 3 de setembro de 2014)                                                 | Segundo single digital        | Doo Republic                          |
| 5    | One More Time                      | Aoora                 | R&B         | "One More Time" (lançado em 5 de setembro de 2014)                                          | Single digital                | 1theK Entertainment                   |
| 11   | AND&END                            | T-ARA                 | Dance-pop   | "Sugar Free" (lançado em 11 de setembro de 2014)                                            | Sexto mini-álbum              | Core Contents Media                   |
| 12   | Give Your Love                     | SPICA.S               | Dance-pop   | por anunciar (lançado em 12 de setembro de 2014)                                            | Single digital                | B2M Entertainment                     |
| 15   | Go Crazy                           | 2PM                   | Dance-pop   | Go Crazy (lançado em 15 de setembro de 2014)                                                | Quarto álbum de estúdio       | JYP Entertainment                     |
| 15   | Exito                              | Teen Top              | Dance-pop   | "Missing"(lançado em 15 de setembro de 2014)                                                | Quinto mini-álbum             | TOP Media                             |
| 15   | Hello Boy                          | N*White               | Dance-pop   | "Fairy Tale"(lançado em 15 de setembro de 2014)                                             | EP de estreia                 | WJ Entertainment                      |
| 16   | Holler                             | Girls' Generation-TTS | Pop         | "Whisper"(lançado em 13 de setembro de 2014) "Holler" (lançado em 16 de setembro de 2014)   | Segundo mini-álbum            | SM Entertainment                      |
| 17   | Bargaining For Love                | F.Cuz                 | Pop         | "Cha-Ga-Wa" (lançado em 17 de setembro de 2014)                                             | Quarto mini-álbum             | Tunes Will Entertainment              |
| 18   | Why Did You Come To My Home        | MINX                  | Dance       | "Why Did You Come To My Home" (lançado em 18 de setembro de 2014)                           | Single digital de estreia     | Happy Face Entertainment              |
| 19   | Bikini                             | Switch                | Dance       | "Bikini" (lançado em 19 de setembro de 2014)                                                | Single digital de estreia     | Switch Company                        |
| 23   | Why Are We?                        | TROY                  | Pop, R&B    | "Changing" (lançado em 23 de setembro de 2014)                                              | Single digital                | Brand New Music                       |
| 25   | Magazine                           | Ailee                 | Dance, R&B  | "Don't Touch Me" (lançado em 25 de setembro de 2014)                                        | Terceiro mini-álbum           | YMC Entertainment                     |
| 26   | The Space Between                  | Soyou & Urban Zakapa  | Pop, Balada | "The Space Between" (lançado em 26 de setembro de 2014)                                     | Single digital                | Starship Entertainment & Fluxus Music |
| 26   | Small Album                        | Kidoh (Topp Dogg)     | Dance-pop   | "Taxi On The Phone" (lançado em 26 de setembro de 2014)                                     | Primeiro mini-álbum           | Stardom Entertainment                 |
| 26   | 1% Change                          | ZPZG                  | Dance       | "Go Crazy" (lançado em 26 de setembro de 2014)                                              | Single digital de estreia     | J-Star Entertainment                  |
| 29   | MOVE                               | BtoB                  | Dance-pop   | "You're So Fly" (lançado em 29 de setembro de 2014)                                         | Quinto mini-álbum             | Cube Entertainment                    |
| 29   | I Think I'm In Love                | Juniel                | Pop rock    | "I Think I'm In Love" (lançado em 29 de setembro de 2014)                                   | Primeiro álbum single digital | FNC Entertainment                     |
| 29   | Electric Dream                     | Beat Burger           | Eletrônica  | "She So High" (lançado em 25 de setembro de 2014)                                           | Primeiro mini-álbum           | SM Entertainment                      |
| 30   | Making a New Ending for this Story | Han Dong Geun         | Balada      | "Making a New Ending for this Story" (lançado em 30 de setembro de 2014)                    | Álbum single de estreia       | Pledis Entertainment                  |
| 30   | Fragile And Kind                   | Nam Young Joo         | Pop, Dance  | "Fragile And Kind" (lançado em 30 de setembro de 2014)                                      | Single digital de estreia     | JJ Holic Media                        |

### Outubro
| Data | Título                 | Artista                  | Gênero(s)         | Single(s) | Notas                                      | Gravadora(s)                            |                         |
| ---- | ---------------------- | ------------------------ | ----------------- | --- | ------------------------------------------ | --------------------------------------- | ----------------------- |
| 1    | Sogyeokdong            | IU                       | Electropop        | "Sogyeokdong" (lançado em 1 de outubro de 2014)                                                                                               | Single digital                             | LOEN Entertainment                      |                         |
| 1    | Walking With           | Kim Dong-ryool           | Balada            | "How I Am" (lançado em 1 de outubro de 2014)                                                                                                  | Sexto álbum de estúdio                     | LOEN Entertainment                      |                         |
| 6    | Mad Town               | MADTOWN                  | Hip hop           | "YOLO" (lançado em 6 de outubro de 2014) | Mini-álbum de estreia                      | J. Tune Camp                            |                         |
| 6    | Falling in Fall        | Zia                      | Balada            | "Falling in Love" (lançado em 6 de outubro de 2014)                                                                                           | Sétimo mini-álbum                          | Collabodadi                             |                         |
| 6    | The End                | Lee Ye Joon              | Balada            | "Bad Girl" (lançado em 6 de outubro de 2014)                                                                                                  | Mini-álbum                                 | Decca International                     |                         |
| 7    | Wasted                 | Younha                   | Rock, Jazz        | "Wasted" (lançado em 7 de outubro de 2014) | Single digital                             | wealive                                 |                         |
| 7    | Day N Night            | Huh Gak                  | Pop, R&B          | "Day N Night" (lançado em 7 de outubro de 2014)                                                                                               | Single digital                             | A Cube Entertainment                    |                         |
| 7    | She                    | Gavy NJ                  | Balada            | "I wish" (lançado em 7 de outubro de 2014) | Sexto álbum - Parte 2                      | Goodfellas Entertainment                |                         |
| 7    | Pure                   | Aurora                   | Trot              | "Depending" (lançado em 7 de outubro de 2014)                                                                                                 | Terceiro mini-álbum                        | Ogam Entertainment                      |                         |
| 8    | Home                   | Roy Kim                  | Folk, Pop, R&B    | "Home" (lançado em 8 de outubro de 2014) | Segundo álbum de estúdio                   | CJ E&M Music                            |                         |
| 8    | Reset                  | Raina (After School)     | Pop               | "You End, And Me" (lançado em 8 de outubro de 2014)                                                                                           | Álbum single digital de estreia            | Pledis Entertainment                    |                         |
| 8    | Begin                  | Jung Dong Ha             | Balada, Rock      | "If I"(lançado em 8 de outubro de 2014) | Mini-álbum                                 | LOEN Entertainment                      |                         |
| 9    | Song for You           | Lee Minho                | Pop               | "Song for You" (lançado em 9 de outubro de 2014)                                                                                              | Segundo álbum                              | Starhaus Entertainment                  |                         |
| 9    | Be Natural             | Red Velvet               | Pop               | SM Rookies | Single digital                             | SM Entertainment                        |                         |
| 10   | Time and Fallen Leaves | Akdong Musician          | Folk-pop          | "Time and Fallen Leaves" (lançado em 10 de outubro de 2014)                                                                                   | Single digital                             | YG Entertainment                        |                         |
| 10   | Quiet Night            | Seo Taiji                | Electropop        | "Sogyeokdong" (lançado em 10 de outubro de 2014)                                                                                              | Single digital                             | Seo Taiji Company                       |                         |
| 10   | Time                   | ToXic                    | Rock              | "Time" (lançado em 10 de outubro de 2014) | Terceiro mini-álbum                        | TNC Company                             |                         |
| 13   | Witch                  | Boyfriend                | Dance-pop         | "Witch" (lançado em 13 de outubro de 2014) "White Out" (lançado em 13 de outubro de 2014)                                                     | Terceiro mini-álbum                        | Starship Entertainment                  |                         |
| 13   | I'm...                 | Bernard Park             | R&B               | "I'm..."(lançado em 6 de outubro de 2014) "Before The Rain" (lançado em 13 de outubro de 2014)                                                | Mini-álbum de estreia                      | JYP Entertainment                       |                         |
| 13   | 14                     | Error                    | VIXX              | Dance-pop | "Error" (lançado em 14 de outubro de 2014) | Segundo mini-álbum                      | Jellyfish Entertainment |
| 25   | 14                     | Song Jieun (Secret)      | Pop, R&B          | "Don't Look At Me Like That"(lançado em 24 de setembro de 2014) "Pretty Age 25" (lançado em 14 de outubro de 2014)                            | Primeiro mini-álbum                        | TS Entertainment                        |                         |
| 15   | Rilla Go!              | The Boss                 | Dance-pop         | "Rilla Go!" (lançado em 15 de outubro de 2014)                                                                                                | Terceiro álbum single                      | Poom Entertainment                      |                         |
| 15   | The 1st Mini Album     | Strawberry Milk          | Dance-pop, Balada | "OK" (lançado em 15 de outubro de 2014) | Primeiro mini-álbum                        | Chrome Entertainment                    |                         |
| 15   | I Miss You             | Girl's Day               | Balada            | "I Miss You" (lançado em 15 de outubro de 2014)                                                                                               | Mini-álbum                                 | Dream Tea                               |                         |
| 16   | REDINGRAY              | Gaeko (Dynamic Duo)      | Hip hop, Rap      | "Rose"(lançado em 16 de outubro de 2014) "No Make Up" (lançado em 16 de outubro de 2014)                                                      | Primeiro álbum                             | Amoeba Culture                          |                         |
| 17   | Thinking of You        | Seo In Young             | R&B               | "Thinking of You"(lançado em 17 de outubro de 2014)                                                                                           | Single digital                             | IY Company                              |                         |
| 20   | Quiet Night            | Seo Taiji                | Rock alternativo  | "Sogyeokdong" (lançado em 10 de outubro de 2014)                                                                                              | Nono álbum de estúdio                      | Seo Taiji Company                       |                         |
| 20   | Time                   | Beast                    | Dance-pop         | "12:30" (lançado em 20 de outubro de 2014) "Drive" (lançado em 20 de outubro de 2014) "So Hot" (lançado em 20 de outubro de 2014)             | Sétimo mini-álbum                          | Cube Entertainment                      |                         |
| 20   | Falling In Love        | UNIQ                     | Dance-pop         | "Falling In Love" (lançado em 20 de outubro de 2014)                                                                                          | Single de estreia                          | Yuehua Entertainment & YG Entertainment |                         |
| 20   | Nowhere to Go          | Gummy                    | Soul, Rock        | "Nowhere to Go" (lançado em 20 de outubro de 2014)                                                                                            | Single digital                             | C-JeS Entertainment                     |                         |
| 21   | compoSing of Love      | Almeng                   | Rock              | "Phone In Love" (lançado em 21 de outubro de 2014) "Half a Hour" (lançado em 21 de outubro de 2014)                                           | Mini-álbum de estreia                      | YNB Entertainment                       |                         |
| 21   | Shoebox                | Epik High                | Hip hop           | "Born Hater" (lançado em 18 de outubro de 2014) "Easy Ending" (lançado em 21 de outubro de 2014) "Spoiler" (lançado em 21 de outubro de 2014) | Oitavo álbum                               | YG Entertainment                        |                         |
| 21   | Are You Ready?         | B.I.G                    | Dance-pop         | "Are You Ready?" (lançado em 21 de outubro de 2014)                                                                                           | Segundo álbum single                       | GH Entertainment                        |                         |
| 23   | This Is Love           | Super Junior             | Dance-pop         | "This Is Love"(lançado em 23 de outubro de 2014) "Evanesce"(lançado em 23 de outubro de 2014)                                                 | Sétimo álbum reeditado                     | SM Entertainment                        |                         |
| 23   | 1, 2, 3                | Purfles                  | Dance-pop         | "1, 2, 3" (lançado em 23 de outubro de 2014)                                                                                                  | Single digital                             | Crescendo Music                         |                         |
| 23   | Clutch Bag             | Hi.ni                    | Balada            | "Clutch Bag" (lançado em 23 de outubro de 2014)                                                                                               | Primeiro álbum                             | Taewon Entertainment                    |                         |
| 24   | Annie                  | Topp Dogg                | Hip hop           | "Annie" (lançado em 24 de outubro de 2014) | Primeiro álbum single                      | Stardom Entertainment                   |                         |
| 27   | Autumm Breeze          | S                        | Balada, Pop       | "Without You" (lançado em 24 de outubro de 2014)                                                                                              | Primeiro mini-álbum                        | SM Entertainment                        |                         |
| 29   | Running In Tears       | V.O.S                    | R&B               | "Running In Tears" (lançado em 29 de outubro de 2014)                                                                                         | Single digital                             | Star Empire Entertainment               |                         |
| 30   | Let's Talk             | 2AM                      | Balada            | "Days Like Today" (lançado em 27 de outubro de 2014) "Over The Destiny" (lançado em 30 de outubro de 2014)                                    | Terceiro álbum de estúdio                  | JYP Entertainment                       |                         |
| 30   | Sofa                   | Crush                    | Hip hop, R&B      | "Sofa" (lançado em 30 de outubro de 2014) | Single digital                             | Amoeba Culture                          |                         |
| 30   | Take A Shot            | HOTSHOT                  | Dance-pop         | "Take A Shot" (lançado em 29 de outubro de 2014)                                                                                              | Single digital de estreia                  | K.O Sound                               |                         |
| 30   | Out of My Mind         | Legend                   | Dance-pop         | "Lost" (lançado em 30 de outubro de 2014) | Primeiro mini-álbum                        | JK Space                                |                         |
| 31   | Rewind                 | Zhou Mi (Super Junior-M) | Pop               | "Rewind" (lançado em 31 de outubro de 2014)                                                                                                   | Mini-álbum de estreia                      | SM Entertainment                        |                         |
| 31   | Pianoforte             | Yoon Hyun-sang           | Pop, Balada       | "When Would It Be" (lançado em 31 de outubro de 2014)                                                                                         | Mini-álbum de estreia                      | LOEN Entertainment                      |                         |
| 31   | Ouch                   | A.cian                   | Dance-pop         | "Ouch" (lançado em 31 de outubro de 2014) | Segundo mini-álbum                         | ISS Entertainment                       |                         |

### Novembro
| Data | Título                        | Artista                             | Gênero(s)                    | Single(s) | Notas                     | Gravadora(s)                                |
| ---- | ----------------------------- | ----------------------------------- | ---------------------------- | --- | ------------------------- | ------------------------------------------- |
| 3    | Petit Macaron Data Pack       | LABOUM                              | Dance-pop                    | "What About You?" (lançado em 6 de novembro de 2014)                                                                                       | Segundo álbum single      | NH Media & Nega Network                     |
| 3    | Miss Me or Diss Me            | MC Mong                             | Pop rap, Hip hop alternativo | "Miss Me or Diss Me" (lançado em 6 de novembro de 2014)                                                                                    | Sexto álbum               | Wellmade Yedang, DreamT Entertainment       |
| 5    | Ghost                         | SPICA                               | Dance-pop                    | "Ghost" (lançado em 5 de novembro de 2014)                                                                                                 | Quinto single digital     | B2M Entertainment                           |
| 5    | Life Note                     | Hong Jin-young                      | Trot                         | "Cheer Up" (lançado em 5 de novembro de 2014)                                                                                              | Primeiro mini-álbum       | Music K Entertainment                       |
| 6    | Sticky Sticky                 | Hello Venus                         | Dance-pop                    | "Sticky Sticky" (lançado em 6 de novembro de 2014)                                                                                         | Quarto single digital     | Fantagio                                    |
| 7    | Tough Cookie                  | Zico (Block B)                      | Hip hop                      | "Tough Cookie" (lançado em 7 de novembro de 2014)                                                                                          | Single digital            | Seven Seasons                               |
| 7    | Fear                          | Clara                               | Pop                          | "Fear" (lançado em 7 de novembro de 2014)                                                                                                  | Single digital de estreia | Ilgwang Polaris Entertainment               |
| 7    | Breakup Fighting              | Year 7 Class 1                      | Dance-pop                    | "Breakup Fighting" (lançado em 7 de novembro de 2014)                                                                                      | Single digital            | Dareun Byeol Entertainment                  |
| 10   | I'm Not A Boy, Not Yet A Man  | Cross Gene                          | Dance-pop                    | "I'm Not A Boy, Not Yet A Man" (lançado em 10 de novembro de 2014)                                                                         | Single digital            | Amuse Korea                                 |
| 10   | Teen Top 20's Love Two Exito  | Teen Top                            | Dance-pop                    | "I'm Sorry" (lançado em 10 de novembro de 2014)                                                                                            | Mini-álbum reeditado      | TOP Media                                   |
| 10   | Zone Out                      | Dabit                               | Pop                          | "Zone Out" (lançado em 10 de novembro de 2014)                                                                                             | Segundo single digital    | KoffeeDream Entertainment                   |
| 11   | Like a Cat                    | AOA                                 | Dance-pop                    | "Like A Cat" (lançado em 11 de novembro de 2014)                                                                                           | Segundo mini-álbum        | FNC Entertainment                           |
| 11   | I'm Different                 | HI SUHYUN                           | Pop                          | "I'm Different" (lançado em 11 de novembro de 2014)                                                                                        | Single de estreia         | YG Entertainment                            |
| 11   | A Story About My Ex           | Phantom                             | Hip hop                      | "A Story About My Ex" (lançado em 11 de novembro de 2014)                                                                                  | Single digital            | WA Entertainment                            |
| 12   | Real Talk                     | Boys Republic                       | Dance-pop                    | "The Real One" (lançado em 12 de novembro de 2014)                                                                                         | Segundo mini-álbum        | Universal Music & Happy Tribe Entertainment |
| 12   | 04                            | Urban Zakapa                        | Balada                       | "Consolation" (lançado em 4 de novembro de 2014) "Self-Hatred" (lançado em 7 de novembro de 2014)                                          | Quarto álbum              | Fluxus Music                                |
| 12   | Turning Point                 | ALi                                 | R&B, Soul                    | "A Song Can Never Lie" (lançado em 31 de outubro de 2014) "Crying Hard"(lançado em 12 de novembro de 2014)                                 | Terceiro mini-álbum       | Juice Entertainment                         |
| 13   | At Gwanghwamun                | Kyuhyun (Super Junior)              | Pop                          | "At Gwanghwamun" (lançado em 13 de novembro de 2014)                                                                                       | Primeiro mini-álbum       | SM Entertainment                            |
| 13   | BABOMBA                       | BADKIZ                              | Dance-pop, Eletrônica        | "BABOMBA" (lançado em 13 de novembro de 2014)                                                                                              | Segundo álbum single      | Zoo Entertainment                           |
| 13   | Sora Sora                     | Pritz                               | Dance-pop                    | "Sora Sora" (lançado em 13 de novembro de 2014)                                                                                            | Segundo álbum single      | Pandagram                                   |
| 13   | Love Will Be OK               | Natthew                             | Pop                          | "Love Will Be OK" (lançado em 13 de novembro de 2014)                                                                                      | Single digital            | CJ E&M Music And Live                       |
| 14   | Self-Hypnosis                 | Maboos (Electroboyz)                | Hip hop                      | "Audacious" (lançado em 14 de novembro de 2014)                                                                                            | Primeiro álbum            | Brave Entertainment                         |
| 14   | WA                            | Atomic Kiz                          | Dance-pop                    | "Lovers" (lançado em 5 de novembro de 2014) "WA"(lançado em 14 de novembro de 2014)                                                        | Mini-álbum de estreia     | Leaders Contents Company                    |
| 17   | Girls' Invasion               | Lovelyz                             | Dance-pop                    | "Good Night Like Yesterday" (lançado em 10 de novembro de 2014) "Candy Jelly Love"(lançado em 17 de novembro de 2014)                      | Álbum de estreia          | Woollim Entertainment                       |
| 17   | Happy                         | Kim Yoo Jung                        | Pop                          | "Happy" (lançado em 17 de novembro de 2014)                                                                                                | Single digital            | SidusHQ                                     |
| 18   | From My Heart                 | 5urprise                            | Dance-pop                    | "From My Heart" (lançado em 18 de novembro de 2014)                                                                                        | Álbum single de estreia   | Fantagio                                    |
| 18   | Identify                      | GOT7                                | Dance-pop                    | "Stop Stop It" (lançado em 18 de novembro de 2014)                                                                                         | Primeiro álbum            | JYP Entertainment                           |
| 18   | Da Capo                       | Yoo Hee Yeol (Toy)                  | Pop, Electronica             | "Three People" (lançado em 18 de novembro de 2014)                                                                                         | Sétimo álbum              | Antenna Music                               |
| 18   | Be Alive                      | Kim Jang Hoon                       | Pop                          | "Be Alive" (lançado em 18 de novembro de 2014)                                                                                             | Single digital            | Concert World                               |
| 19   | 3.0                           | 10cm                                | Indie rock, Folk acústico    | "Caress" (lançado em 13 de novembro de 2014) "Stalker"(lançado em 19 de novembro de 2014) "Missing You"(lançado em 19 de novembro de 2014) | Terceiro álbum            | Magic Strawberry Sound                      |
| 19   | reJOYce                       | Ulala Session                       | Balada, Folk acústico        | "Those Who Are Crying Now"(lançado em 11 de novembro de 2014) "Best Girl"(lançado em 19 de novembro de 2014)                               | Primeiro álbum            | Ulala Company                               |
| 19   | First Romance                 | Nicole Jung                         | Dance-pop                    | "MAMA" (lançado em 19 de novembro de 2014)                                                                                                 | Álbum de estreia          | B2M Entertainment                           |
| 20   | Piano Man                     | MAMAMOO                             | Pop                          | "Piano Man" (lançado em 20 de novembro de 2014)                                                                                            | Single digital            | WA Entertainment                            |
| 20   | Hello HALO                    | HALO                                | Dance-pop                    | "Come On Now" (lançado em 20 de novembro de 2014)                                                                                          | Segundo álbum single      | C.TWO Entertainment                         |
| 20   | Erase                         | Hyolyn X Joo Young                  | Pop                          | "Erase" (lançado em 20 de novembro de 2014)                                                                                                | Single digital            | Starship Entertainment                      |
| 21   | EXHALE                        | Lee Jun Ki                          | Pop                          | "Ma Lady" (lançado em 21 de novembro de 2014)                                                                                              | Mini-álbum                | Namoo Actors                                |
| 21   | Good Boy                      | GD X Taeyang (YG Hip Hop Project 1) | Electronica, Hip hop         | "Good Boy" (lançado em 21 de novembro de 2014)                                                                                             | Single digital            | YG Entertainment                            |
| 21   | He Sunshine                   | Kim Dong Wan (Shinhwa)              | R&B, Dance                   | "He Sunshine" (lançado em 21 de novembro de 2014)                                                                                          | Single digital            | Shinhwa Company                             |
| 21   | HIM                           | Kim Bum Soo                         | Pop                          | "Home Meal" (lançado em 21 de novembro de 2014)                                                                                            | Oitavo álbum              | Polaris Entertainment                       |
| 24   | Pink Luv                      | A Pink                              | Dance-pop                    | "LUV" (lançado em 24 de novembro de 2014)                                                                                                  | Quinto mini-álbum         | A Cube Entertainment                        |
| 24   | Happy Together                | Park Hyo Shin                       | R&B                          | "Happy Together" (lançado em 24 de novembro de 2014)                                                                                       | Álbum single              | Jellyfish Entertainment                     |
| 24   | Little Apple (Korean Version) | Chopstick Brothers & T-ARA          | Dance-pop                    | "Little Apple" (lançado em 24 de novembro de 2014)                                                                                         | Single de remake          | MBK Entertainment                           |
| 24   | Shall We Dance With Dr. Lim   | Lim Chang Jung                      | Dance-pop                    | "Shall We Dance With Dr. Lim" (lançado em 24 de novembro de 2014)                                                                          | Single digital            | NH Media                                    |
| 24   | My All                        | ZEST                                | Dance-pop                    | "My All" (lançado em 24 de novembro de 2014)                                                                                               | Segundo álbum single      | Zenith Media                                |
| 25   | Showtime                      | Wa$$up                              | Hip hop, Dancehall           | "Too Loud, U" (lançado em 25 de novembro de 2014)                                                                                          | Segundo mini-álbum        | Sony Music & Mafia Records                  |
| 25   | Winter                        | MBLAQ                               | Balada                       | "Summer, Fall, and..." (lançado em 25 de novembro de 2014)                                                                                 | Sétimo mini-álbum         | J. Tune Camp                                |
| 25   | Whenever It Rains             | Baek Ji Young & Na Won Ju           | R&B                          | "Whenever It Rains" (lançado em 25 de novembro de 2014)                                                                                    | Single de colaboração     | WS Entertainment                            |
| 26   | Second Flow                   | BIGFLO                              | Hip hop                      | "Bad Mama Jama" (lançado em 26 de novembro de 2014)                                                                                        | Segundo mini-álbum        | HO Entertainment                            |
| 26   | Memorize                      | Buzz                                | Pop, Rock                    | "Tree" (lançado em 26 de novembro de 2014)                                                                                                 | Quarto álbum              | Nekki Entertainment                         |
| 26   | Hold Me                       | 40                                  | Pop, R&B                     | "Hold Me" (lançado em 26 de novembro de 2014)                                                                                              | Single digital            | YNB Entertainment                           |
| 26   | GENUINE                       | 2BiC                                | Balada                       | "If We Love Again" (lançado em 26 de novembro de 2014)                                                                                     | Terceiro mini-álbum       | Nextar Entertainment                        |
| 26   | Bullet In My Head             | CIPHER                              | Hip hop, R&B                 | "Bullet In My Head" (lançado em 26 de novembro de 2014)                                                                                    | Segundo single digital    | LOCO MUSIC                                  |
| 26   | Shakypo                       | Han Young Ae                        | Blues-rock, Folk             | "Shakypo (lançado em 26 de novembro de 2014)                                                                                               | Sexto álbum               |                                             |
| 27   | Here I Am                     | Sunny Hill                          | Balada                       | "Here I Am" (lançado em 27 de novembro de 2014)                                                                                            | Single digital            | 1theK Entertainment                         |
| 27   | Melt Away                     | Kim Yeon Woo                        | Balada                       | "Melt Away" (lançado em 27 de novembro de 2014)                                                                                            | Single digital            | Mystic89                                    |
| 27   | 2nd Mini 白                   | Baek Chung Kang                     | R&B                          | "Sweet Love" (lançado em 27 de novembro de 2014)                                                                                           | Segundo mini-álbum        | KT Music                                    |
| 27   | December                      | Plastic                             | Natal, Balada                | "December"(lançado em 27 de novembro de 2014)                                                                                              | Single digital            | KT Music                                    |
| 28   | Locomotive                    | Loco                                | Hip hop, R&B                 | "Thinking About You" (lançado em 25 de novembro de 2014) "You Don't Know"(lançado em 28 de novembro de 2014)                               | Primeiro mini-álbum       | AOMG                                        |
| 28   | Waltz                         | Yoonsang & Davink                   | Pop rock                     | "Waltz" (lançado em 28 de novembro de 2014)                                                                                                | Single digital            | Windmill Entertainment                      |
| 28   | Remember                      | JuBora                              | Dance                        | "When Your Eyes Were Sparkling Like Jewels" (lançado em 28 de novembro de 2014)                                                            | Primeiro álbum            | Neuron Production                           |
| 29   | Snow Love                     | Yery Band                           | Rock                         | "Snow Rain" (lançado em 29 de novembro de 2014)                                                                                            | Single digital            | TNC Company                                 |

### Dezembro
| Data | Título                               | Artista                                              | Gênero(s)         | Single(s)                                                                                                | Notas                   | Gravadora(s)                                 |
| ---- | ------------------------------------ | ---------------------------------------------------- | ----------------- | --- | ----------------------- | -------------------------------------------- |
| 1    | Finale                               | Dok2 & Sojin (Girl's Day)                            | R&B               | "Finale" (lançado em 1 de dezembro de 2014)                                                              | Single de colaboração   | Illionaire Records & Dream Tea Entertainment |
| 1    | Blue                                 | Infinite F                                           | Pop               | "Heart Beat" (lançado em 1 de dezembro de 2014)                                                          | Álbum single de estreia | Woollim Entertainment                        |
| 1    | Daybreak Rain                        | Shannon                                              | Balada            | "Daybreak Rain" (lançado em 1 de dezembro de 2014)                                                       | Single digital          | Dap Sound                                    |
| 2    | Come Here                            | Masta Wu (feat. Bobby & Dok2) (YG Hip Hop Project 2) | Hip hop           | "Come Here" (lançado em 2 de dezembro de 2014)                                                           | Single digital          | YG Entertainment                             |
| 2    | Rumor                                | Zia                                                  | Balada            | "Rumor" (lançado em 2 de dezembro de 2014)                                                               | Single digital          | Collabodadi Label                            |
| 2    | SIN                                  | Soul Dive                                            | Hip hop           | "SIN" (lançado em 2 de dezembro de 2014)                                                                 | Terceiro álbum          | J2 Entertainment                             |
| 3    | Love Christmas                       | Chrome Family                                        | Natal, Pop        | "Love Christmas" (lançado em 3 de dezembro de 2014)                                                      | Single digital          | Chrome Entertainment                         |
| 4    | Shine                                | HEART B                                              | Pop, Balada       | "Shine" (lançado em 4 de dezembro de 2014)                                                               | Single de estreia       |                                              |
| 4    | Love is You                          | Starship Planet                                      | Natal, Pop        | "Love is You" (lançado em 4 de dezembro de 2014)                                                         | Single digital          | Starship Entertainment                       |
| 5    | Kiss Me                              | Standing EGG                                         | Indie folk        | "Kiss Me" (lançado em 5 de dezembro de 2014)                                                             | Quarto álbum            | Von Entertainment                            |
| 5    | Brand New Year Vol.3 - Brand New Day | BrandNew Music Family                                | Hip hop, R&B      | "Brand New Day" (lançado em 5 de dezembro de 2014)                                                       | Single digital          | Brand New Music                              |
| 5    | The Duets (parte 1)                  | Yoon Sang                                            | Pop, Electronica  | "To Me (com Sunggyu do INFINTE)" (lançado em 5 de dezembro de 2014)                                      | Mini-álbum              | KT Music                                     |
| 8    | Angel                                | MFBTY                                                | R&B               | "Angel" (lançado em 8 de dezembro de 2014)                                                               | Single digital          | FeelGhood Music                              |
| 9    | Unread                               | Han Dong Geun                                        | Balada            | "Unread" (lançado em 9 de dezembro de 2014)                                                              | Single digital          | Pledis Entertainment                         |
| 9    | Winter Wonderland                    | Sung Si Kyung                                        | Balada            | "Don't Forget" (lançado em 9 de dezembro de 2014)                                                        | Oitavo álbum            | Jellyfish Entertainment                      |
| 10   | Melt Me                              | Eric Nam                                             | Pop               | "Melt Me" (lançado em 10 de dezembro de 2014)                                                            | Single digital          | B2M Entertainment                            |
| 10   | Winter Song                          | Teen Top                                             | Pop, Natal        | "Snow Kiss" (lançado em 10 de dezembro de 2014)                                                          | Álbum single            | TOP Media                                    |
| 11   | Anxious                              | Melody Day                                           | Balada            | "Anxious" (lançado em 11 de dezembro de 2014)                                                            | Single digital          | Viewga Entertainment                         |
| 15   | White Letter                         | DSP Friends                                          | Pop, Natal        | "White" (lançado em 15 de dezembro de 2014)                                                              | Álbum especial          | DSP Media                                    |
| 18   | Hoo Hoo Hoo                          | NC.A                                                 | Pop, Electric pop | "Hoo Hoo Hoo" (lançado em 18 de dezembro de 2014)                                                        | Single                  | JJHolicMedia                                 |
| 19   | December, 2014 (The Winter Tale)     | EXO                                                  | Balada, Natal     | "December, 2014 (The Winter Tale)" (lançado em 19 de dezembro de 2014)                                   | Single especial         | SM Entertainment                             |
| 22   | The Winter's Tale                    | BtoB                                                 | Natal, Pop        | "You Can Cry" (lançado em 3 de dezembro de 2014) "The Winter's Tale" (lançado em 22 de dezembro de 2014) | Sexto mini-álbum        | Cube Entertainment                           |
| 23   | Genuine                              | 2BiC                                                 | Balada, R&B       | "Do You Know Her?" (lançado em 23 de dezembro de 2014)                                                   | Terceiro EP reeditado   | Nextstar Entertainment                       |
| 24   | Special Day                          | BEPOP                                                | Rock, Pop         | "Ordinary Day" (lançado em 24 de dezembro de 2014)                                                       | Segundo EP              | HMI Entertainment Music                      |
| 29   | Deja Vu                              | SONAMOO                                              | Dance, Pop        | "Deja Vu" (lançado em 29 de dezembro de 2014)                                                            | EP de estreia           | TS Entertainment                             |
| 29   | Crazy Love                           | The SeeYa                                            | Balada            | "The Song of Love" (lançado em 29 de dezembro de 2014)                                                   | Single digital          | MBK Entertainment                            |

## Lançamentos japoneses por artistas coreanos
| Mês        | Data | Título                            | Artista           | Gênero(s)                                                                                                | Single(s) | Notas                                    | Gravadora(s)          |
| ---------- | ---- | --------------------------------- | ----------------- | --- | --- | ---------------------------------------- | --------------------- |
| Janeiro    | 21   | Cross The Border                  | J-Min             | J-pop, Rock                                                                                              | — | Segundo álbum de estúdio                 | Avex Trax             |
| Janeiro    | 29   | Shh                               | After School      | J-pop, Dance-pop                                                                                         | — | Sexto single japonês                     | Avex Trax             |
| Janeiro    | 29   | Genesis of 2PM                    | 2PM               | J-pop, Dance-pop                                                                                         | "Give Me Love" (lançado em 29 de junho de 2013) "Winter Games" (lançado em 16 de outubro de 2013)                                                                                                 | Terceiro álbum de estúdio                | Ariola Japan          |
| Fevereiro  | 05   | Hide & Seek                       | TVXQ              | J-pop, Dance-pop                                                                                         | — | Trigésimo-nono single japonês            | Avex Trax             |
| Fevereiro  | 06   | I Do I Do                         | Secret            | J-pop, Dance-pop                                                                                         | — | Quinto single japonês                    | Kiss Entertainment    |
| Fevereiro  | 19   | Break Up                          | U-KISS            | J-pop, Dance-pop                                                                                         | — | Oitavo single japonês                    | Avex Trax             |
| Fevereiro  | 26   | Ride Me                           | Donghae&Eunhyuk   | J-pop, Dance-pop                                                                                         | "Oppa Oppa" (lançado em 4 de abril de 2012) "I Wanna Dance" (lançado em 19 de junho de 2013) "Motorcycle" (lançado em fevereiro de 2014)                                                          | Primeiro álbum de estúdio                | Avex Trax             |
| Fevereiro  | 26   | Still In Love                     | MBLAQ             | J-pop, Dance-pop                                                                                         | — | Quarto single japonês                    | Warner Music Japan    |
| Março      | 05   | Shout It Out                      | BoA               | J-pop, Dance-pop                                                                                         | — | Trigésimo-quinto single japonês          | Avex Trax             |
| Março      | 05   | Lead The Way/LA'booN              | T-ara             | J-pop, Dance-pop                                                                                         | — | Nono single japonês                      | EMI Music Japan       |
| Março      | 05   | Tree                              | TVXQ              | J-pop, Dance-pop                                                                                         | "Ocean" (lançado em 12 de junho de 2013) "Scream" (lançado em 4 de setembro de 2013) "Veri Mery Xmas" (lançado em 27 de novembro de 2013) "Hide & Seek" (lançado em 5 de fevereiro de 2014)       | Sétimo álbum de estúdio                  | Avex Trax             |
| Março      | 19   | Dress To Kill                     | After School      | J-pop, Dance-pop                                                                                         | Heaven (lançado em 25 de setembro de 2013) Shh (lançado em 29 de janeiro de 2014) "Miss Independent" (lançado em???????????????????????                                                           | Segundo álbum de estúdio                 | Avex Trax             |
| Março      | 19   | Memories                          | U-KISS            | J-pop, Dance-pop                                                                                         | "Fall In Love/Shape of Your Heart" (released December 18, 2013) "Break UP"(released February 19, 2014)                                                                                            | Third Studio Album                       | Avex Trax             |
| Março      | 19   | 2                                 | B1A4              | J-pop, Dance-pop                                                                                         | — | Segundo álbum japonês                    | Pony Canyon           |
| Março      | 19   | U&I (versão em japonês)           | Ailee             | J-pop, Dance-pop                                                                                         | "U&I" (lançado em 19 de março de 2014) | Primeiro single japonês                  | Warner Music Group    |
| Março      | 26   | My Avatar                         | Boyfriend         | J-pop, Dance-pop                                                                                         | — | Quarto single japonês                    | Being Group           |
| Five Stars | 26   | MYNAME                            | J-pop, Dance-pop  | "Shirayuki" (lançado em 20 de novembro de 2013) "F.F.Y (Fight For You)" (lançado em 26 de março de 2014) | Segundo álbum japonês | Yoshimoto R and C                        |                       |
| Abril      | 02   | No Mercy                          | B.A.P             | J-pop, Dance-pop                                                                                         | — | Terceiro single japonês                  | King Records          |
| Abril      | 02   | Mitaiken Future                   | F.T. Island       | J-pop, Rock                                                                                              | — | Décimo-terceiro single japonês           | Warner Music Group    |
| Abril      | 23   | Truth                             | CNBLUE            | J-pop, Rock, Pop rock                                                                                    | — | Décimo single japonês                    | Warner Music Group    |
| Maio       | 14   | Love & Hate                       | Jun. K do 2PM     | J-pop, Dance-pop                                                                                         | "Love & Hate" (lançado em 14 de maio de 2014) "True Swag Pt.2"(lançado em 14 de maio de 2014) "No Love"(lançado em 14 de maio de 2014)                                                            | Segundo mini-álbum japonês               | Ariola Japan          |
| Maio       | 14   | Gossip Girls                      | T-ara             | J-pop, Dance-pop                                                                                         | "Number Nine" (lançado em 20 de novembro de 2013) "Lead The Way"(lançado em 5 de março de 2014) "Lucky Wannabeee"(lançado em 14 de maio de 2014) "Do You Know Me" (lançado em 14 de maio de 2014) | Terceiro álbum japonês                   | Universal Music Japan |
| Maio       | 28   | Adrenaline                        | Beast             | J-pop, Dance-pop                                                                                         | — | Quarto single japonês                    | Universal Music Group |
| Maio       | 28   | New Page                          | F.T. Island       | J-pop, Rock                                                                                              | "Shiawase Theory" (lançado em 24 de julho de 2013) "Beautiful" (lançado em 22 de janeiro de 2014) "Mitaiken Future" (lançado em 2 de abril de 2013)                                               | Quinto álbum japonês                     | Warner Music Group    |
| Maio       | 28   | Start Up                          | Boyfriend         | J-pop, Dance-pop                                                                                         | — | Sexto single japonês                     | Being Group           |
| Junho      | 6    | No More Dream (versão em japonês) | Bangtan Boys      | J-pop, Hip hop                                                                                           | — | Primeiro single japonês                  | Pony Canyon           |
| Junho      | 11   | Sweat/Answer                      | TVXQ              | J-pop, Soul                                                                                              | — | Quadragésimo-primeiro single japonês     | Avex Trax             |
| Junho      | 25   | Lucky Star                        | SHINee            | J-pop, Pop-rock, Electropop                                                                              | "Lucky Star" (lançado em 25 de julho de 2014) "Bounce" (lançado em 25 de julho de 2014) | Décimo single japonês                    | EMI Records Japan     |
| Julho      | 2    | Darkest Angels                    | VIXX              | J-pop, Dance-pop                                                                                         | — | Primeiro álbum japonês                   | Victor Entertainment  |
| Julho      | 9    | Feel                              | Junho do 2PM      | J-pop, Dance-pop                                                                                         | — | Segundo mini-álbum                       | Ariola Japan          |
| Julho      | 16   | D'slove                           | Daesung           | J-pop, J-rock, Rock alternativo                                                                          | "I Love You" (lançado em 10 de julho de 2013) "Look At Me, Gwisun" (lançado em 8 de outubro de 2014) "Shut Up" (lançado em 17 de outubro de 2014)                                                 | Segundo álbum japonês                    | YGEX                  |
| Julho      | 16   | Boys In Luv                       | Bangtan Boys      | J-pop, Dance-pop, Hip hop                                                                                | "Boys In Luv (versão em japonês)" (lançado em 4 de julho de 2014) "Just One Day (versão em japonês)" (lançado em 16 de julho de 2014)                                                             | Segundo single japonês                   | Pony Canyon           |
| Julho      | 21   | Masayume Chasing                  | BoA               | J-pop, Dance-pop                                                                                         | — | Trigésimo-sexto single japonês           | Avex Group            |
| Julho      | 23   | The Best                          | Girls' Generation | J-pop, Dance-pop, Electropop                                                                             | — | Primeiro álbum de grandes êxitos japonês | EMI Records Japan     |
| Agosto     | 6    | Skeleton                          | Donghae&Eunhyuk   | J-Pop, Dance-pop                                                                                         | — | Terceiro single japonês                  | Avex Trax             |
| Agosto     | 27   | MammaMia                          | KARA              | J-pop, Dance                                                                                             | "MammaMia" | Décimo-primeiro single álbum             | Universal Music Japan |
| Setembro   | 3    | Who's Back?                       | BoA               | J-Pop, Dance-pop                                                                                         | — | Oitavo álbum de estúdio                  | Avex Group            |
| Setembro   | 24   | I'm Your Boy                      | SHINee            | J-Pop, Dance-pop                                                                                         | "Downtown Baby" | Terceiro álbum de estúdio                | EMI Records Japan     |
| Outubro    | 22   | Around The World                  | GOT7              | J-Pop, Dance                                                                                             | "Around The World" | Primeiro single álbum                    | —                     |

## Mortes
- 13 de janeiro - Han Nah,[5] idade desconhecida, cantora (JYP Entertainment)
- 24 de julho - Yoo Chae-yeong, 40, cantora e atriz
- 3 de setembro - Go Eun-bi, 21, cantora (Ladies' Code)
- 7 de setembro - Kwon Ri-se, 23, cantora (Ladies' Code)
- 27 de outubro - Shin Hae-chul, 46, cantor (N.EX.T)
- 2 de dezembro - Lee Yeon-ji, 26, cantora solo

## Paradas musicais
- Lista de singles número um na Korea K-Pop Hot 100 em 2014